# Man steunend op uitbottende stam en vrouw met vlammend hart
De man steunend op uitbottende stam en Vrouw met vlammend hart zijn twee naast elkaar staande artistieke kunstwerken in Amsterdam-Oost.

## Beelden
De beelden zijn rond 1951 gemaakt door Hildo Krop; stadsbeeldhouwer. De beelden werden als pijlerbekroningen geplaatst nabij de toegang van het gebouw van de Raad van Arbeid aan het Rhijnspoorplein 1, alwaar ook bijvoorbeeld de kinderbijslag werd geregeld. De Raad van Arbeid en opvolger Sociale Verzekeringsbank verlieten het gebouw, toen bekend als Singelgrachtgebouw; de Hogeschool van Amsterdam trok er begin 21e eeuw in en noemde het gebouw Benno Premselahuis naar kunstenaar Benno Premsela. De beelden bleven staan. Krop maakte een zelfbewuste man en dito vrouw.
De man en vrouw zagen aan de overzijde van het Rhijnspoorplein het Kohnstammhuis gebouwd worden.

## Afbeeldingen

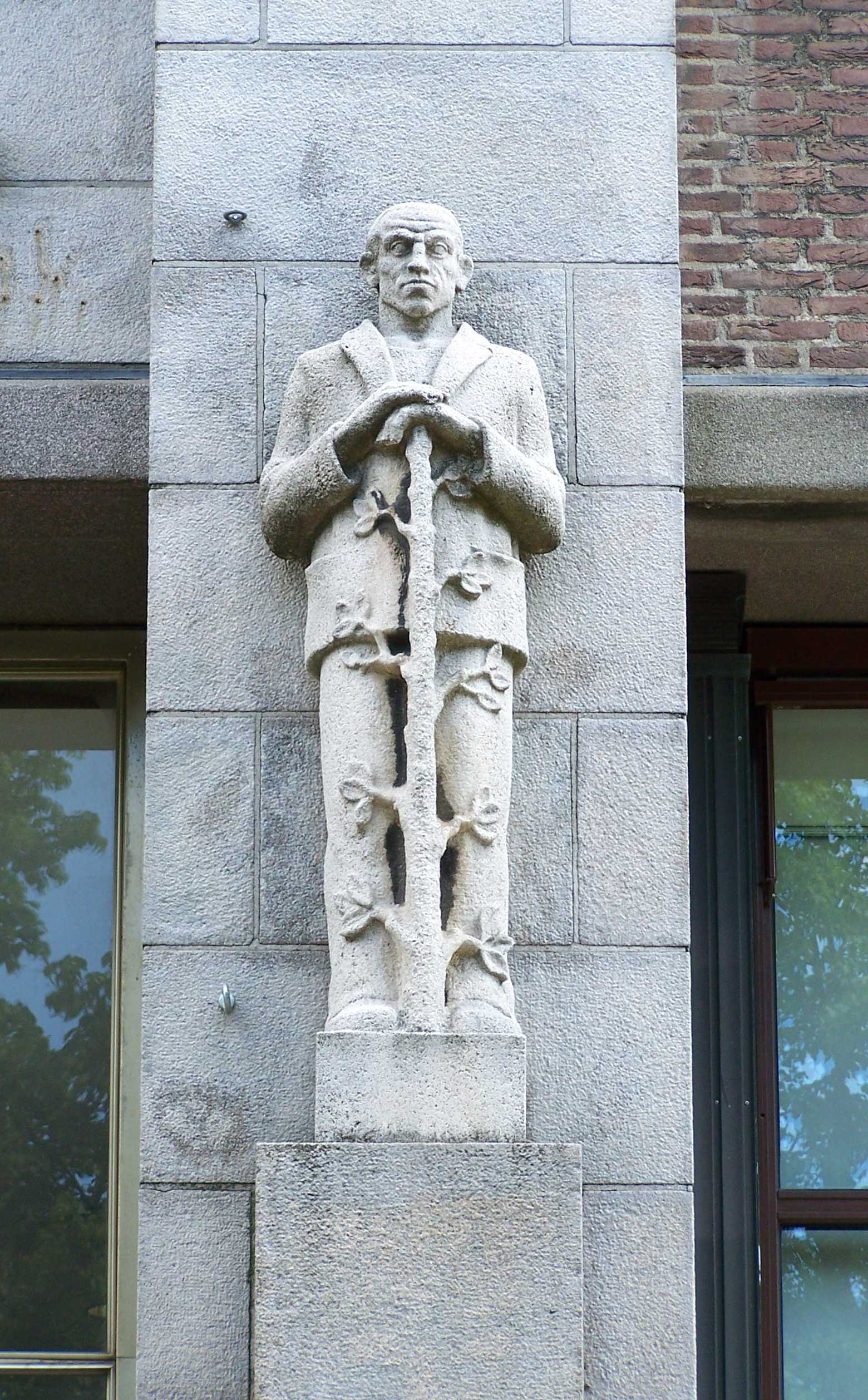
Man (2009)

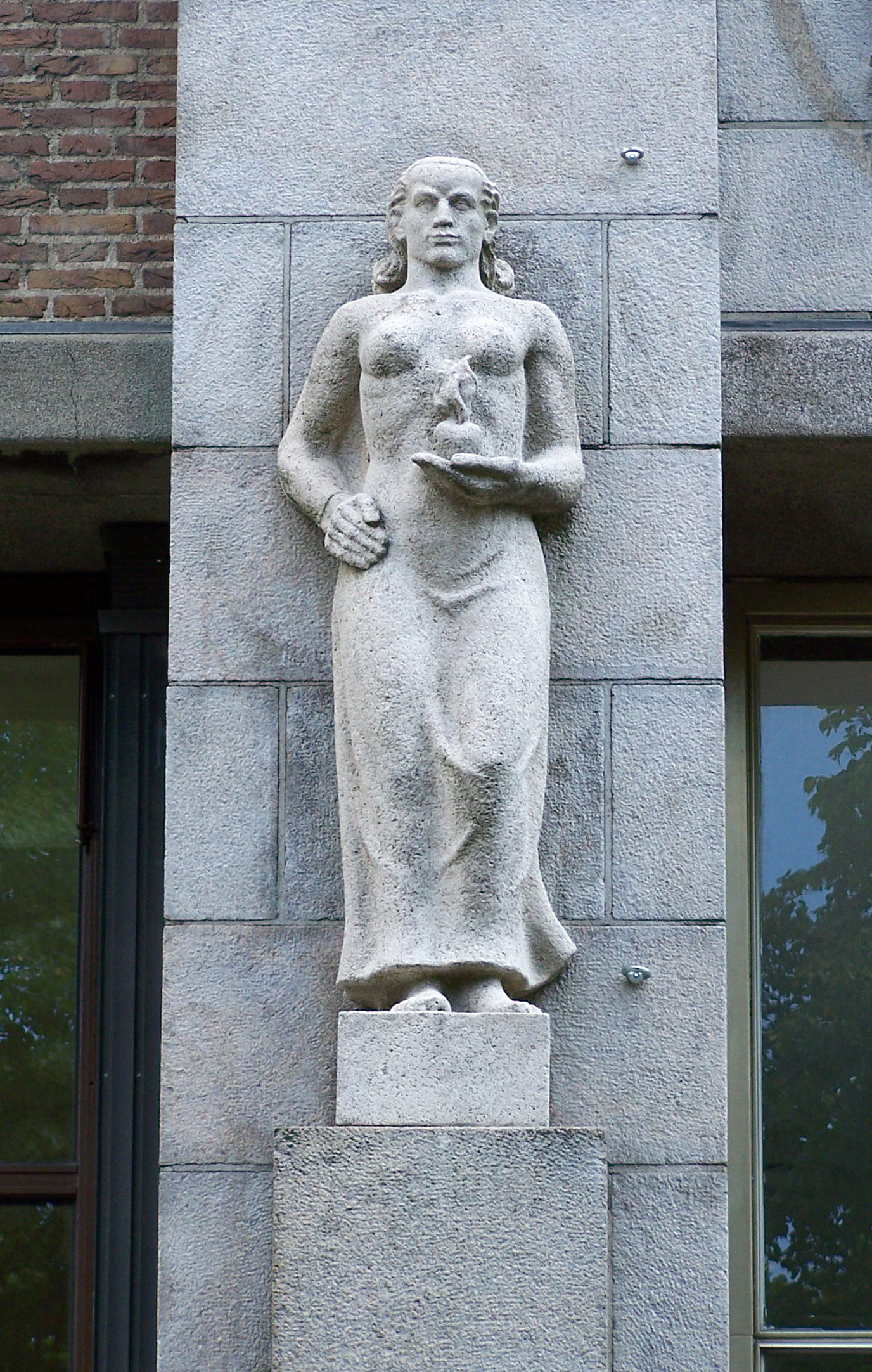
Vrouw (2009)